# Milà-Sanremo 1973
La Milà-Sanremo 1973 fou la 64a edició de la Milà-Sanremo. La cursa es disputà el 19 de març de 1973 i va ser guanyada pel belga Roger de Vlaeminck, que s'imposà en solitari a la meta de Sanremo.
188 ciclistes hi van prendre part, acabant la cursa 137 d'ells.

## Classificació final
|    | Ciclista           | Equip                      | Temps      |
| -- | ------------------ | -------------------------- | ---------- |
| 1  | Roger de Vlaeminck | Brooklyn                   | 6h 53' 34" |
| 2  | Wilmo Francioni    | G.b.c.-Sony                | + 02"      |
| 3  | Felice Gimondi     | Bianchi                    | + 04"      |
| 4  | Rik van Linden     | Rokado                     | + 06"      |
| 5  | Patrick Sercu      | Brooklyn                   | m. t.      |
| 6  | Frans Verbeeck     | Watney-Maes                | m. t.      |
| 7  | Aldo Parecchini    | Molteni                    | m. t.      |
| 8  | Franco Ongarato    | Dreherforte                | m. t.      |
| 9  | Cyrille Guimard    | Gan-Mercier-Hutchinson     | m. t.      |
| 10 | Walter Godefroot   | Flandria-Shimano-Carpenter | m. t.      |